# Gerra luteomacula
Gerra luteomacula är en fjärilsart som beskrevs av Embrik Strand 1921. Gerra luteomacula ingår i släktet Gerra och familjen nattflyn. Inga underarter finns listade i Catalogue of Life.